# 가오링

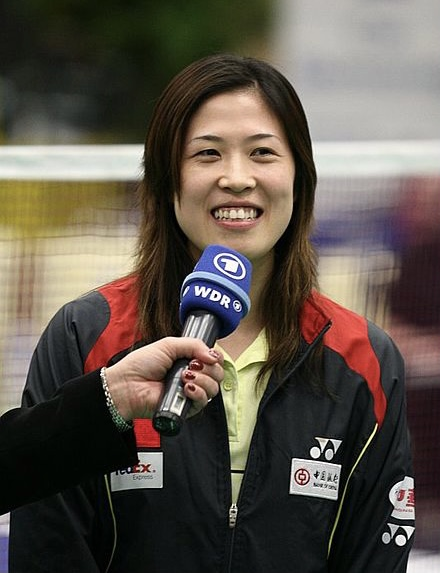

가오링(중국어: 高崚, 병음: Gāo Líng, 1979년 3월 14일 ~ )은 중국의 전직 배드민턴 선수이다.

## 경력
일관성, 기대감, 포코트(forecourt)에서의 기량, 스포티한 미소로 유명한 가오는 여자 배드민턴 역사상 가장 성공적인 복식 선수 중 한 명이다. 그녀가 4개의 올림픽 배드민턴 메달을 획득한 것은 모든 선수 중 가장 많은 메달이다.
세계의 거의 모든 상위권 토너먼트에서 타이틀을 획득했다. 가오는 BWF 세계 선수권 대회에서 총 9개의 메달 중 4개의 금메달을 획득했으며 그 중 3개는 황수이와 함께한 여자 복식(2001, 2003, 2006년), 1개는 장쥔과의 혼합 복식(2001)에서 획득했다. 그녀와 장쥔은 2000년과 2004년 올림픽 혼합복식에서 혹독한 시험을 이겨내고 연속 금메달을 획득했다.
가오는 상대적 격차인 여자 복식에서 올림픽 금메달을 획득하지 못했지만 2000년 친이위안과 동메달, 2004년 황수이와 은메달을 획득했다. 2001년부터 2006년까지 그녀와 황은 기록을 세웠다. 유서 깊은 올잉글랜드 선수권 대회에서 6회 연속 여자 복식 우승을 차지했다. 잉글랜드 전체 연속 행진은 동료 여성인 장야원과 웨이이리에 의해 2007년 토너먼트 준결승에서 마침내 깨졌다. 가오는 5번의 올잉글랜드 혼합 복식 타이틀을 공유했다. 장쥔과 3번(2001, 2003, 2006), 정보와 2번(2007, 2008) 타이틀을 공유했다.
2000년부터 계속해서 세계 챔피언인 중국 우버컵(여자 국제) 팀의 일원이었다. 가오링은 차이나 오픈과 별도로 2008년 11월 23일 상하이에서 열린 배드민턴 대회에서 중국 배드민턴 국가대표팀 동료 5명과 함께 은퇴 기념식에서 상을 받았다. 그러나 웨이이리와 협력하여 1년이 지난 후에도 계속해서 경기를 하고 있었다. 2009년 태국오픈 결승에서는 양웨이와 장지에원에게 패했지만 2009년 필리핀오픈에서는 우승했다.